# Reczynek
Reczynek (niem. Röth See) – jezioro na Pojezierzu Łagowskim, w powiecie słubickim, w gminie Ośno Lubuskie, leżące w granicach miasta Ośno Lubuskie. Państwowy rejestr nazw geograficznych podaje także nazwę oboczną jako Raczynek.

## Morfometria
Według danych Instytutu Rybactwa Śródlądowego powierzchnia zwierciadła wody jeziora wynosi 28,2 ha. Średnia głębokość zbiornika wodnego to 6,3 m, a maksymalna to 14,8 m. Lustro wody znajduje się na wysokości 43,5 m n.p.m. Objętość jeziora wynosi 1776,6 tys. m³. Natomiast A. Choiński podał wielkość jeziora jako 27,5 ha.
Według Mapy Podziału Hydrograficznego Polski leży na terenie zlewni siódmego poziomu Pałęczna od dopł. z jez. Grzybno do ujścia. Identyfikator MPHP to 1896629.

## Zagospodarowanie
Właścicielem jeziora jest Gmina Ośno Lubuskie. Jezioro jest wykorzystywane w celach rekreacyjnych. Po wykupieniu w Urzędzie Miasta stosownego zezwolenia możliwy jest amatorski połów ryb. Na jego wschodnim brzegu znajduje się strzeżone kąpielisko miejskie dysponujące wypożyczalnią sprzętu wodnego, toaletami z natryskami, polem namiotowym, barem, siłownią i placem zabaw. Wokół jeziora prowadzi ścieżka rowerowa.

## Ochrona środowiska
Jezioro znajduje się w pobliżu dwóch zespołów przyrodniczo-krajobrazowych Uroczysko Doliny Lenki oraz Uroczysko Ośniańskich Jezior, jednak nie jest ono objęte żadną formą ochrony przyrody.
W ostatnich latach, w wyniku czynników klimatycznych i hydrogeologicznych lustro wody w jeziorze obniżyło się o około 70 cm. Sposobem na zatrzymanie, a nawet odwrócenie tego procesu ma być połączenie jeziora rurociągiem z pobliską rzeką Łęcza. W przeszłości jezioro było zasilane wodami tego cieku, jednak obecnie dawne połączenie jest niedrożne.